# Pawel Stepanowitsch Michailow
Pawel Stepanowitsch Michailow (russisch Павел Степанович Михайлов; * 8. Februarjul. / 20. Februar 1808greg.; † unbekannt) war ein russischer Bildhauer und Hochschullehrer.

## Leben

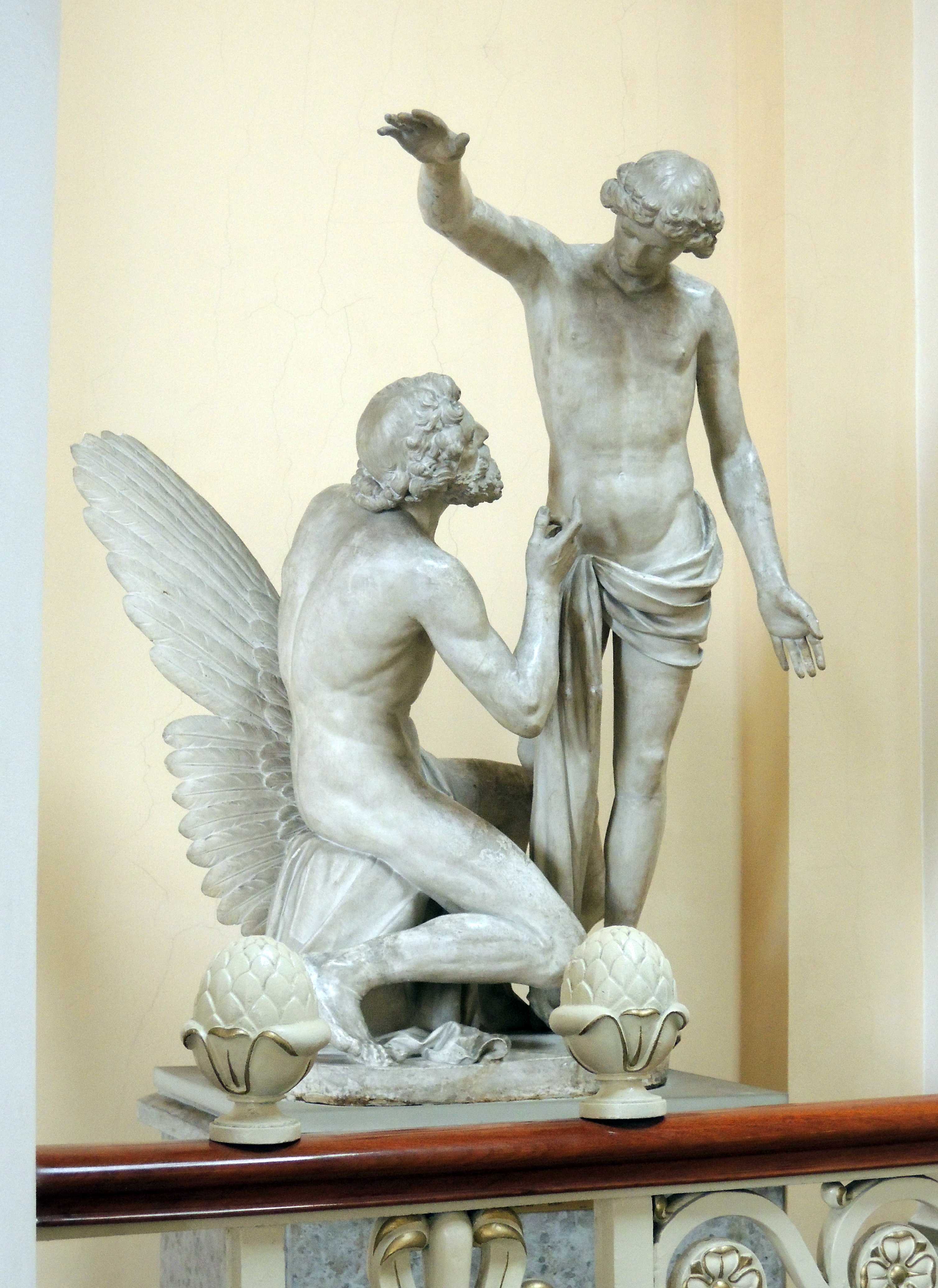
Ikarus und Daidalos (Russisches Museum)

Michailow, Sohn eines Packers in einer Porzellanfabrik, wurde 1819 in die Kaiserliche Akademie der Künste (IACh) in St. Petersburg aufgenommen. 1826 gewann er eine kleine Silbermedaille. Für das Basrelief des seine Brüder empfangenden Josef erhielt er 1828 die große Silbermedaille. 1830 schloss er das Studium als Klassischer Künstler ab.
1856 wurde Michailow zum Akademiker-Anwärter der IACh ernannt. 1857 folgte die Ernennung zum Akademiker der IACh für seine Gruppe Ikarus und Daidalos.
Michailow war an der Gestaltung des Nationaldenkmals Tausend Jahre Russland in Nowgorod beteiligt (1859–1862).